# Зловредное воскресенье
«Зловредное воскресенье» — советский комедийный фильм, снятый в 1985 году режиссёром Владимиром Мартыновым по сценарию Оскара Ремеза, написанному на основе его же книги «Четвёрка в четверти». Один из немногих советских фильмов, снятых в жанре комедийного фарса.

## Сюжет
В одной школе, в 4 «А» классе, появляется новенький ученик — Гена Пенкин. На уроке истории он поражает всех своими знаниями об Александре Суворове, но затем выясняется, что по остальным предметам он откровенно отстаёт. Но главное, на что обращают одноклассники — у Гены есть привычка наговорить вместо правды ворох нереальной фантазии (именно поэтому его и перевели в другую школу). Даже на простой вопрос, почему его мать не ходит на родительские собрания, он отвечает, что та находится в экспедиции за вулканитами, хотя в действительности его мать не ходит на собрания потому, что он ей не говорит про них. Однажды один молодой режиссёр-любитель с неизвестной киностудии обманом просит Гену рассказать ему об их школе. Гена, не зная, что его снимают скрытой кинокамерой, начинает фантазировать, изображая свою школу, в частности, свой класс, как настоящую утопию.
Посмотрев интервью, руководство школы и одноклассники очень удивились фантазии и хвастовству Гены — ведь на самом деле у них в школе всё совсем не так, как рассказал Гена. Впоследствии Гена вынужден спасаться бегством, а коллектив школы решает всё сделать так, чтобы соответствовать рассказу Гены.

## В главной роли
- Павлик Гайдученко — Гена Пенкин

## В ролях
- Михаил Пуговкин — Мирон Сергеевич Яшин, водолаз на пенсии
- Вера Васильева — Берта Павловна, жена Яшина
- Валентина Талызина — Юлия Львовна, учительница математики
- Марина Дюжева — Нина Григорьевна, она же — Аврора Варяговна, она же — Эвридика Кальпринестовна, классный руководитель
- Раиса Рязанова — Софья Михайловна, мама Пенкина
- Георгий Штиль — Александр Васильевич, директор школы
- Борислав Брондуков — Степан Захарович, председатель совхоза
- Евгений Герасимов — Евгений Владимирович, председатель жюри кинофестиваля
- Марина Яковлева — Любовь Ивановна, учительница географии
- Елена Скороходова — Олимпиада, учитель физкультуры
- Михаил Кокшенов — учитель пения
- Дана Дорошенко — Ольга Замошина, председатель совета отряда
- Маша Вартикова — Галя Кудрявцева
- Иван Абрамов —  режиссёр любительской киностудии
- Антон Самулеев — Корягин, староста отряда
- Маша Баканова — Надя, младшая сестра Пенкина
- Володя Сычёв — Павлуха
- Наташа Шанецкая — Валевская
- Женя Ставровский — пионер Ильин
- Костя Коняев — пионер
- Ваня Соколов — Щукин, пионер-горнист
- Алёша Юдин — пионер
- Петя Стойко — пионер

### В эпизодах
- Юрий Боровиков
- Екатерина Брондукова — доярка
- И. Веденеева
- Пётр Вишняков
- Рома Грибанов
- Боря Иванов
- Кирилл Кушнаренко

## Съёмочная группа
- Режиссёр — Владимир Мартынов
- Оператор — Михаил Скрипицын
- Сценарий — Оскар Ремез
- Композитор — Владимир Шаинский.

## Дополнительная информация
- В фильме звучит романс М. И. Глинки «Жаворонок».